# Шміґельський Полікарп Романович
Полікарп Романович Шміґельський (нар. 7 березня 1895, с. Виноград Лісний, нині с. Виноград, Коломийський район, Івано-Франківська область – пом. 1919) – військовик, старшина австро-угорської армії, старшина Української Галицької Армії. Брат Ірини Климкевич (Шміґельської), племінник (небіж) Івана   Шміґельського. 

## Життєпис
Народився 7 березня 1895 р. у с. Виноград Лісний, повіту Товмач в сім’ї греко-католицького священника о. Романа Шміґельського та учительки народних шкіл, німкені Марії Даймель (Deimel). Навчався у філії Академічної гімназії  у Львові та на філософському факультеті  Львівського університету.  Брав участь у Першій світовій війні (1914 – 1918) та в українських національно-визвольних змаганнях (1918 – 1919).
Загинув у бою з більшовицькою армією на Поділлі восени 1919 р., місця смерті і поховання невідомі.

## Військова діяльність
З початком Першої світової війни був мобілізований до австро-угорської армії у Львові прямо з гімназійної лави (шостий клас гімназії закінчив у червні 1914 р.). Вже в часі війни зміг завершити свою гімназійну освіту: 27 листопада 1916 р. склав іспит зрілості на українських гімназійних курсах у Відні. Воював на російському фронті в складі 95-го піхотного полку. Після закінчення війни повернувся до Львова, де в дні Листопадового чину разом зі сестрою Іриною  зголосився до ратуші допомагати в налагодженні українського міського управління в столиці Галичини. Добровольцем вступив до Української Галицької Армії. Під натиском польської армії разом з українськими військовими частинами відступив зі Львова до Бережан, звідки  перейшов до Стрия, де формувалися підрозділи для штурму Львова. Брав участь у польсько-українській війні в Галичині, зокрема в боях за Львів, звідки знову відступив на Тернопільщину і в червні 1919 р. став учасником наступальної операції УГА, відомої під назвою «Чортківська офензива». Після переходу УГА за ріку Збруч  воював на Поділлі за незалежність Української Народної Республіки (УНР) в більшовицько-українській війні.  Загинув у чині чотара УГА в бою з кінним підрозділом Червоної армії восени 1919 р. у т. зв. «чотирикутнику смерті».